# إدوارد شامبرلن
إدوارد شامبرلن (بالإنجليزية: Edward Hastings Chamberlin)‏ هو اقتصادي أمريكي، ولد في 18 مايو 1899 في واشنطن في الولايات المتحدة، وتوفي في 16 يوليو 1967 في كامبريدج في الولايات المتحدة.

## وصلات خارجية
- إدوارد شامبرلن على موقع الموسوعة البريطانية (الإنجليزية)